# Голь-Пашін
Голь-Пашін (перс. گل پاشين) — село в Ірані, входить до складу дехестану Бакешлучай у Центральному бахші шахрестану Урмія провінції Західний Азербайджан.